# Guido Fluri

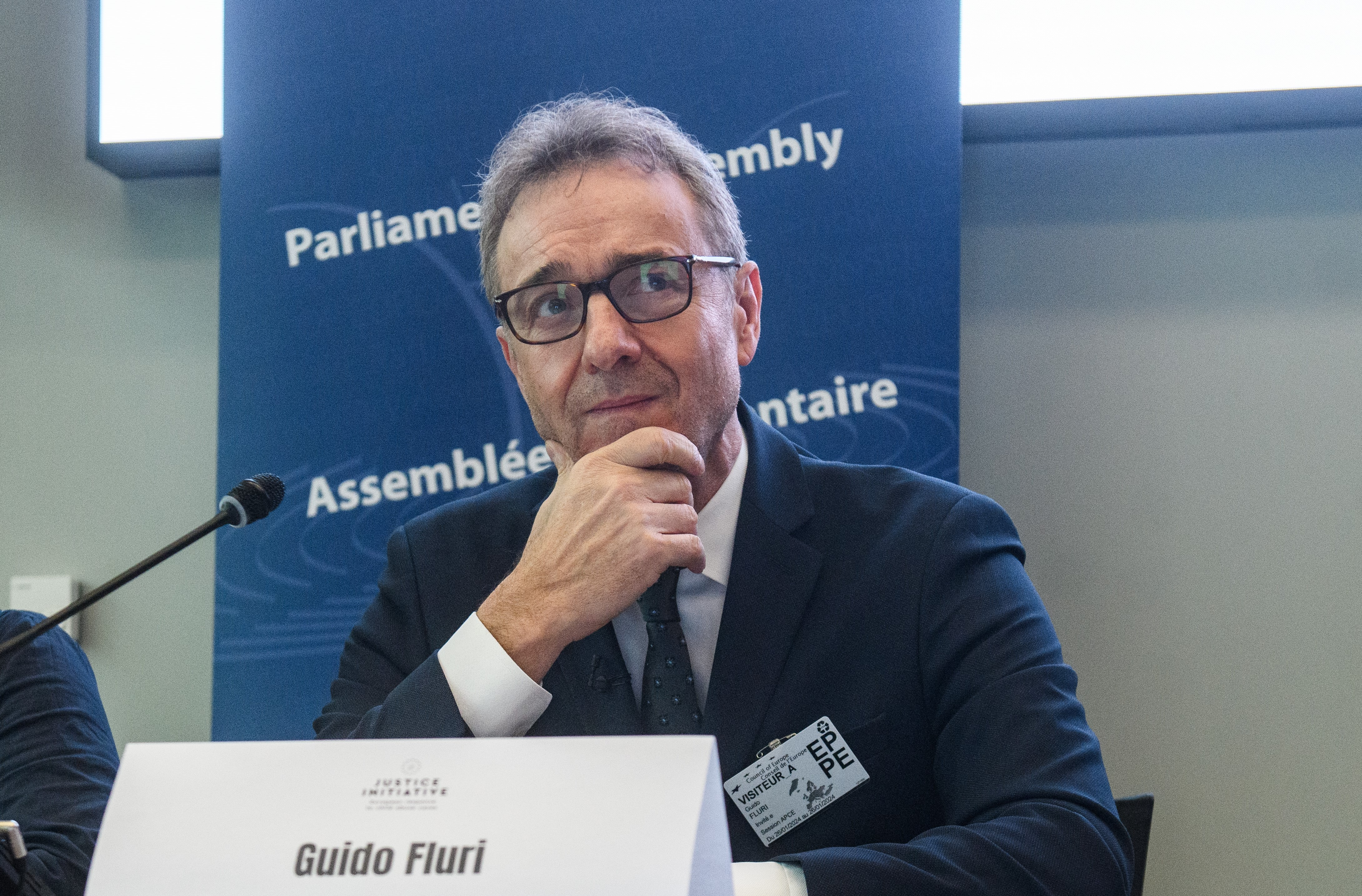
Guido Fluri 2024 bei einer Pressekonferenz beim Europarat

Guido Fluri (* 10. Juli 1966 in Olten; heimatberechtigt in Herbetswil SO) ist ein Schweizer Unternehmer und Aktivist gegen Kindesmisshandlung. Fluri war 2013/2014 Initiant der Schweizer Wiedergutmachungsinitiative und lobbyiert mit der Justice Initiative auch auf europäischer Ebene für staatliche Wiedergutmachung gegenüber Missbrauchsopfern.

## Leben
Guido Fluri wuchs in schwierigen Verhältnissen auf. Er wurde 1966 als uneheliches Kind einer 17-jährigen Mutter geboren. Kurz nach der Geburt erkrankte die Mutter an Schizophrenie, worauf er bei den Grosseltern sowie in Kinderheimen aufwuchs. Er begann zunächst eine Lehre als Spengler, die er abbrach. Später wurde er Tankwart.

### Unternehmer und Investor
Mit Ersparnissen aus seiner Arbeit und einem Bankkredit kaufte Fluri ein erstes Grundstück, das er mit einem Dreifamilienhaus bebaute und später gewinnbringend veräusserte. In den Folgejahren kaufte er gezielt unterbewertete Liegenschaften. Mit dem Platzen der Schweizer Immobilienblase um 1989 investierte er gegen den Trend. Nach der Jahrtausendwende konnte Fluri auch zentrale und teure Lagen günstig erwerben. Seine unternehmerischen Aktivitäten und Investments waren überwiegend in Kapitalgesellschaften zusammengefasst, darunter:
- Fluri Real Estate AG, Sitz Cham ZG.[7] Diese Gesellschaft übertrug 2020 gegen Barzahlung in Höhe von 360 Mio. CHF Werte (Aktiva) an die Swiss Life AG.[8]
- GF Group Holding AG, Sitz Cham ZG, gegründet 2001.[9] Aktuell ist die AG in den Bereichen Private Equity, Real Estate sowie Asset Management tätig.[10]

Bekannt wurde Fluri in der Öffentlichkeit durch den Kauf der Marke «Miss Schweiz». Fluri (bzw. dessen GF Group Holding AG) hatte die Markenrechte 2012 erworben, nachdem das Schweizer Fernsehen ausgestiegen war. 2017 verkaufte Fluri die Marke wieder.
2020 verkaufte Fluri den Grossteil seiner Immobilien für 360 Millionen Schweizer Franken an Swiss Life. Mit einem geschätzten Vermögen von 375 Mio. Franken zählt ihn das Wirtschaftsmagazin Bilanz 2023 zu den 300 reichsten Personen in der Schweiz.

### Gesellschaftliches Engagement gegen Kindesmissbrauch
Fluri setzte sich in verschiedener Weise für die Aufarbeitung von Kindesmissbrauch ein. 2010 setzte er mit Hilfe seiner Stiftung eine Website zur Historischen Aufarbeitung der Schweizer Kinderheime (kinderheime-schweiz.ch) auf. 2011 erwarb er das ehemalige Kinderheim Mümliswil und ließ es bis 2013 zur Gedenkstätte Mümliswil umbauen.
Ab 2013 initiierte er die Volksinitiative Wiedergutmachung für Verdingkinder und Opfer fürsorgerischer Zwangsmassnahmen, die eine wissenschaftliche Aufarbeitung und die Einrichtung eines Entschädigungsfonds in Höhe von 500 Millionen Schweizer Franken forderte. Das 2016 in Kraft getretene Gesetz zur Aufarbeitung der fürsorgerischen Zwangsmassnahmen und Fremdplatzierungen vor 1981 wird als Erfolg der Wiedergutmachungsinitiative und von Guido Fluri angesehen. Die Theologische Fakultät der Universität Luzern verlieh ihm für sein Engagement den Titel Dr. theol. h.c.
Auch nach dem Ende der Wiedergutmachungsinitiative setzt sich Fluri weiter für Kinderschutz ein. So gründete er die Beratungsstelle KESCHA für Personen, die mit der KESB in Konflikt stehen und finanziert seit 2022 einen Lehrstuhl an der Päpstlichen Universität Gregoriana zur Prävention gegen sexuellen Missbrauch.
Seit 2022 lobbyiert Fluri mit der Justice Initiative auch auf europäischer Ebene für die Aufarbeitung von Kindesmissbrauch und einen besseren Kindesschutz: 2023 übergab Fluri mit der Initiative eine Petition mit 540.000 Unterschriften zum besseren Kinderschutz im Internet an das EU-Parlament. 2024 nahm die parlamentarische Versammlung des Europarats in Strassburg eine Motion der Justice Initiative an, welche die Aufarbeitung von Kindesmissbrauch in Europa nach Vorbild der Schweizer Wiedergutmachungsinitiative fordert.

### Guido Fluri-Stiftung
Fluri engagiert sich für soziale Anliegen, die mit seiner Lebensgeschichte verbunden sind. 2010 gründete er die Guido Fluri-Stiftung, deren Stiftungsrats-Präsident er ist. Die Stiftung wird aus Gewinnen seiner unternehmerischen Aktivitäten finanziert. Neben dem Einsatz gegen Kindesmissbrauch engagiert sich die Stiftung für Betroffene des Hirntumors Akustikusneurinom und für Angehörige von Menschen mit Schizophrenie.